# خاویر مندوزا (بازیکن فوتبال)
خاویر مندوزا (انگلیسی: Javier Mendoza؛ زادهٔ ۲ سپتامبر ۱۹۹۲) بازیکن فوتبال اهل آرژانتین است.
از باشگاه‌هایی که در آن بازی کرده است می‌توان به باشگاه فوتبال جیمناسیا لاپلاتا اشاره کرد.